# کاوشگران (فیلم)
کاوشگران (انگلیسی: Explorers) فیلمی در ژانر علمی–تخیلی و ماجراجویی به کارگردانی جو دانته است که در سال ۱۹۸۵ منتشر شد. از بازیگران آن می‌توان به ایتن هاک، ریور فینیکس، آماندا پیترسون، جیمز کرامول، دیک میلر و دنی نوچی کرد.